# Borownica (Chachalnia)
Borownica – część wsi Chachalnia położona w woj. wielkopolskim, w powiedzie krotoszyńskim w gminie Zduny.
W latach 1975–1998 Borownica należała administracyjnie do województwa kaliskiego.
W okresie Wielkiego Księstwa Poznańskiego (1815-1848) miejscowość należała do wsi mniejszych w ówczesnym pruskim powiecie Krotoszyn w rejencji poznańskiej. Borownica należała do okręgu kobylińskiego tego powiatu i stanowiła część majątku Pyrzyce, którego właścicielem był wówczas Aleksander Mielżyński. Według spisu urzędowego z 1837 roku Borownica liczyła 85 mieszkańców, którzy zamieszkiwali 9 dymów (domostw).